# Emstek
Emstek ist eine Gemeinde im Landkreis Cloppenburg in Niedersachsen.

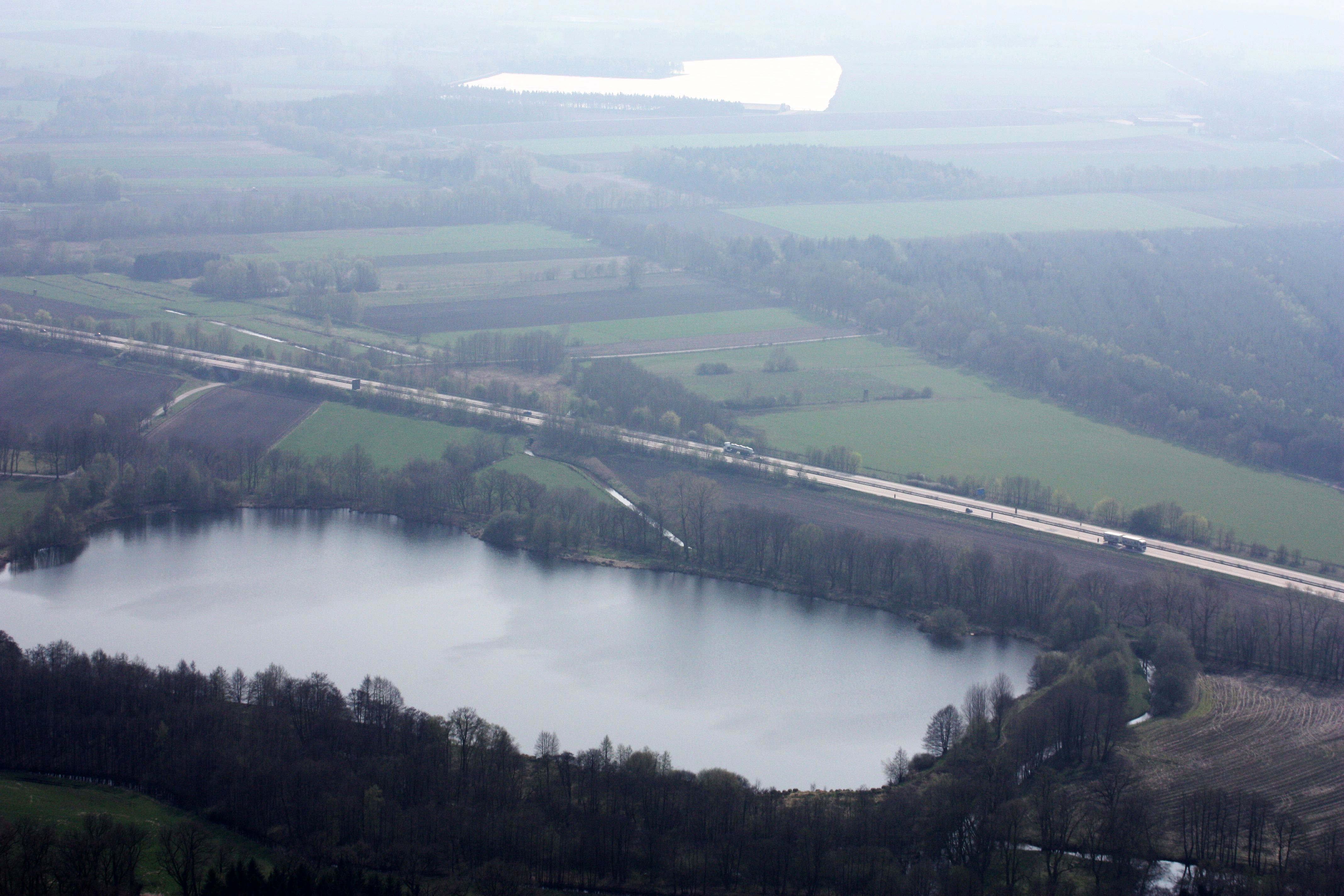
Im Nordosten der Gemeinde Emstek gelegen: der Halener See (hinten), der Oberlauf der Lethe mit dem Lether Baggersee (unten) und die Autobahn A 29

## Geographie

### Geographische Lage
Die Gemeinde liegt an der Soeste im Oldenburger Münsterland, sieben Kilometer östlich von Cloppenburg. Im Nordosten endet das Gemeindegebiet an der Lethe, die in diesem Teil das Naturschutzgebiet Ahlhorner Fischteiche durchfließt. Der nördlichste Teil der Gemeinde Emstek gehört zum Naturpark Wildeshauser Geest.
Als topographische Besonderheit durchschneidet die Weser-Ems-Wasserscheide das Emsteker Gemeindegebiet von Südost nach Nordwest. Von der Visbeker Bauerschaft Halter herkommend, verläuft die Wasserscheide über die Emsteker Ortsteile Garthe und Halen, und weiter zwischen der Vehne und der Lethe in Richtung Nordsee.

### Gemeindegliederung
Die Gemeinde setzt sich aus den folgenden acht Ortschaften zusammen:
| - Bühren - Drantum - Emstek - Garthe | - Halen - Höltinghausen - Hoheging - Westeremstek |

Die größten Orte sind Emstek, gefolgt von Höltinghausen, Halen und Bühren.

### Nachbargemeinden
Nachbargemeinden sind, beginnend von Norden im Uhrzeigersinn, die Gemeinde Großenkneten, die Gemeinde Visbek, die Stadt Vechta, die Gemeinde Cappeln, die Stadt Cloppenburg und die Gemeinde Garrel.
| Garrel (16 km)     |  | Großenkneten (14 km) |  |
| Cloppenburg (7 km) |  | Visbek (11 km)       |  |
| Cappeln (4 km)     |  | Vechta (15 km)       |  |

Die Entfernungsangaben beziehen sich auf die Entfernung bis zum Ortszentrum.

## Geschichte
Durch das Gebiet der Gemeinde Emstek führt der Reuterweg, ein Fernweg, den es bereits in der Bronzezeit gegeben haben soll und der von den Niederlanden über die Ems und die Weser zur Lüneburger Heide führt. An diesem Weg wurde das Gogericht auf dem Desum errichtet. Der Abschnitt des Wegs im Bereich der Gemeinde Emstek erhielt nach 1563 den Namen Herzog-Erich-Weg. Ein die Gemeinde durchquerender Straßenzug trägt heute offiziell diesen Namen.

### Emstek in Quellen
Nachdem ab 780 n. Chr. von Karl dem Großen neun Missionssprengel zur Christianisierung der unterworfenen Sachsen errichtet worden waren, wurden von der Missionszelle Visbek aus durch Abt Gerbert Castus – den Apostel des Oldenburger Münsterlandes – die ersten Kirchengemeinden in der Umgebung gegründet. Zu diesen zählte im Lerigau die Pfarrkirche Emstek.
Die Ortschaft Emstek wurde 872 erstmals erwähnt, die Ortschaft Halen, aus der sich auch Höltinghausen bildete, 890. Hoheging ist eine Gründung als Kolonie von 1910, und Westeremstek wurde urkundlich erstmals erwähnt im Jahre 1259. Das Kirchspiel Emstek gehörte bis zum Ende der Oldenburger Franzosenzeit 1814 zur Herrschaft Vechta.

### Namensentwicklung
| - 947: emphstece - 1014: emstecki - 1159: emstice | - 1218: emestecke - 1350: emesticke - 1696: emstecke |

„Emp“ bedeutet „Stätte am Fluss“. Im Gemeindeteil Garthe entspringt die Soeste, worauf der Name Emstek zurückzuführen sein könnte. Eine weitere Möglichkeit der Namensentwicklung setzt sich aus den Silben „emme“ und „stek“ zusammen. Emme meint eine (hochliegende) Fläche und stek steht für Steg, Steige oder Weg.

### Politische Zugehörigkeit
- bis 1252: seit Ende des 11. Jahrhunderts Zugehörigkeit zur Grafschaft Calvelage (ab ca. 1140 Grafschaft Ravensberg genannt)
- ab 1252: Hochstift Münster
- ab 1803/1815: Herzogtum Oldenburg/Großherzogtum Oldenburg, gleichzeitig dem Amt Cloppenburg zugeteilt

## Religionen

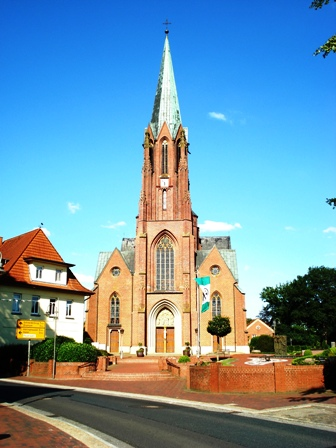
Pfarrkirche St. Margaretha in Emstek

### Katholisch
Wie im gesamten Landkreis Cloppenburg sind die Einwohner Emsteks mehrheitlich römisch-katholischen Glaubensbekenntnisses.
- St. Aloysius, Höltinghausen
- St. Johannes, Bühren
- St. Margaretha, Emstek
- St. Marien, Halen
- St. Marien, Hoheging

### Evangelisch
- Laurentius-Kirche, Emstek: Die evangelisch-lutherischen Einwohner der Kommunalgemeinden Emstek und Cappeln sind zur ev.-luth. Kirchengemeinde Emstek-Cappeln zusammengeschlossen. In Cappeln versammeln sich die ev.-luth. Gemeindemitglieder in der Martins-Kirche, in Emstek in der St.-Laurentius-Kirche. Emstek-Cappeln gehört zur Oldenburgischen Landeskirche.

### Sonstige
- Freie Evangeliumschristengemeinde Emstek e. V.

## Politik

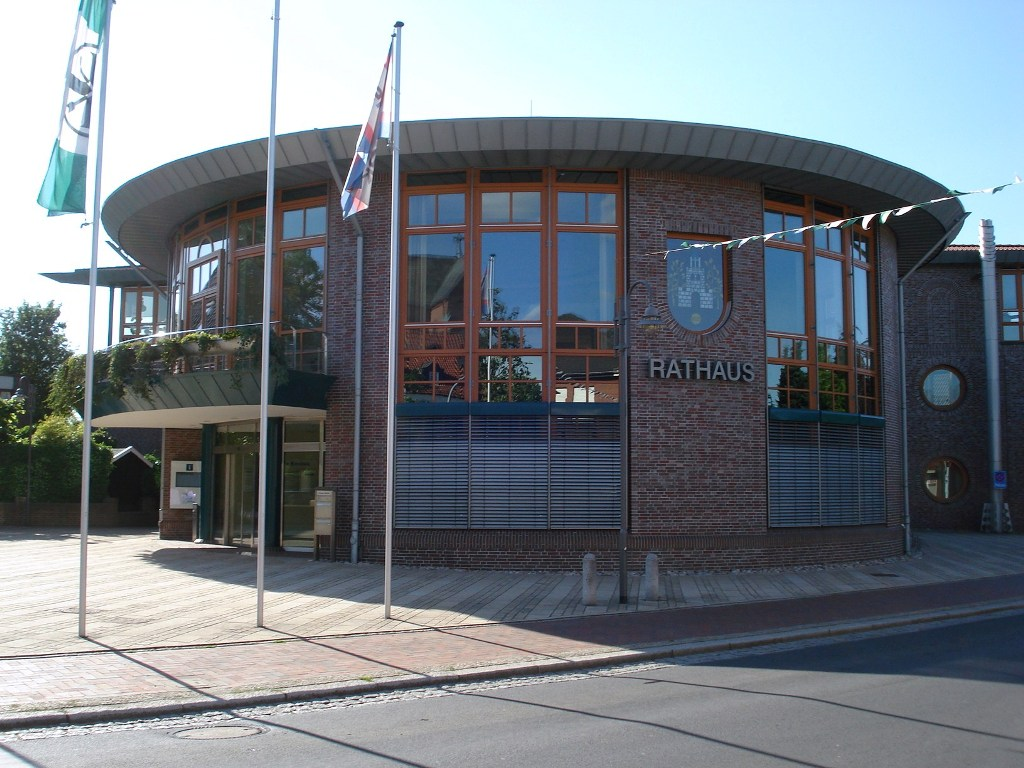
Rathaus der Gemeinde Emstek

### Gemeinderat
Der Rat der Gemeinde Emstek besteht aktuell aus 26 Ratsfrauen und Ratsherren. Die festgelegte Anzahl für eine Gemeinde mit einer Einwohnerzahl zwischen 11.001 und 12.000 Einwohnern beträgt normalerweise 28 Ratsmitglieder, abgerufen am 28. Januar 2017. Die Ratsmitglieder werden durch eine Kommunalwahl für jeweils fünf Jahre gewählt. Die aktuelle Amtszeit begann am 1. November 2021 und endet am 31. Oktober 2026.
Stimmberechtigt im Gemeinderat ist außerdem der hauptamtliche Bürgermeister Michael Fischer (CDU).
Bei den Kommunalwahlen in Niedersachsen 2021 (Wahlen zum Gemeinderat am 12. September 2021) kam es zu folgenden Ergebnissen (mit Vergleichszahlen voriger Wahlen):
| Partei          | 12. September 2021 | 12. September 2021 |         | 11. September 2016 | 11. September 2016 | 11. September 2016 | 11. September 2011 | 11. September 2011 | 11. September 2011 | 10. September 2006 | 10. September 2006 | 10. September 2006 |
| Partei          | Stimmenanteil      | Sitze              | Anteil  | Stimmen            | Sitze              | Anteil             | Stimmen            | Sitze              | Anteil             | Stimmen            | Sitze              |                    |
| CDU             | 73,26 %            | 19                 | 81,18 % | 11.844             | 21                 | 82,8 %             | 11.482             | 21                 | 87,8 %             | 11.177             | 24                 |                    |
| SPD             | 12,86 %            | 3                  | 13,12 % | 01.914             | 3                  | 14,0 %             | 01.948             | 2 1                | 07,7 %             | 985                | 2                  |                    |
| Grüne           | 07,67 %            | 2                  | –       | –                  | –                  | –                  | –                  | –                  | –                  | –                  | –                  |                    |
| FDP             | 06,21 %            | 2                  | 05,70 % | 831                | 2                  | 03,1 %             | 436                | 1                  | 04,6 %             | 587                | 1                  |                    |
| Wahlbeteiligung | 54,07 %            | 54,07 %            | 53,8 %  | 53,8 %             | 53,8 %             | 54,3 %             | 54,3 %             | 54,3 %             | 53,2 %             | 53,2 %             | 53,2 %             |                    |

1 Die SPD hatte nach dem Wahlergebnis 4 Sitze im Gemeinderat erhalten (2: Personenwahl / 2: Listenwahl). Da der Wahlvorschlag aber nur 2 Kandidaten enthielt, konnten 2 Sitze nicht besetzt werden.

### Bürgermeister
Der CDU-Kandidat Michal Fischer wurde im April 2007 zur ersten hauptamtlichem Bürgermeister der Gemeinde gewählt. Dieses Amt bekleidet Fischer auch in der zweiten und dritten Amtszeit.

### Wappen

Wappen Emstek

Auf rotem Schild eine Burg in Silber mit blauem Spitzdach und goldener Kugel. Rechts und links des Gebäudes zwei stilisierte Bäume (Hagedorn und Linde) in Gold. Vor dem Schlussbogen des Burgtores an einer Schnur eine ornamentierte Kapsel („Desum-Knop“) in Gold.
Das Wappen erinnert an das Desum-Gericht, das jahrhundertelang auf dem Desum bei Emstek tagte. Es enthält nämlich die gleichen Motive wie das Gerichtssiegel des Gogerichts auf dem Desum. Dieses Siegel, nach Erlass der „Vechtischen Gerichtsordnung“ am 26. Februar 1578 für das Desum-Gericht angefertigt, wurde von dem Bischöflich-münsterschen Gografen geführt. Gemeinschaftlich mit dem Wildeshauser Desum-Grafen nahm er zwar noch die vier „stevelichen“ Gerichtstage an alter echter Dingstatt auf dem Desum wahr, doch seine materiell wichtigeren Partgerichte hielt er auf der „Freiheit“ vor der Burg Vechta unter dem Hagedorn ab.
Der letzteren Situation entspricht das Siegelbild von 1578. Es stellt nicht den Dingstuhl auf dem Desum dar, sondern die Burg Vechta, flankiert von zwei Bäumen, der „Linde“ und dem „Hagedorn“ (Weißdorn). Interessant ist das Siegel durch sein „redendes“ Beizeichen. Die ornamentierte Kugel ist ein „Desum-Knop“ (Bisamknopf, ein mit „desem“ Boisam-Moschus gefüllter Behälter).
Die Farben des Wappens drücken die verschiedene landesherrliche Zugehörigkeit der Gemeinde Emstek aus. Zunächst gehörte sie zu der Grafschaft Vechta-Ravensberg (Rot und Silber), 1252 kam sie zum Bistum Münster (Rot und Gold) und 1803 zum Herzogtum Oldenburg (Rot, Gold, Blau). Im gleichen Jahre wurden die Gemeinden Emstek und Cappeln dem Landkreis Cloppenburg zugeteilt.
Die Gemeinde Emstek beantragte am 28. Januar 1930 ein Siegelbild mit den oben bezeichneten Motiven nach einem Entwurf von Ministerialrat Rauchfeld. Das Ministerium des Innern in Oldenburg genehmigte es am 23. Juni 1930. Nach den Unterlagen der Archive bemühte sich Emstek nach dem Zweiten Weltkrieg zunächst nicht um ein Gemeindewappen.
Am 30. Juni 1969 wurde das obige Wappen vom Gemeinderat beschlossen, das der Regierungspräsident der Bezirksregierung Oldenburg am 27. August 1969 genehmigte.

### Flagge
|  | 00Hissflagge:„Die Flagge ist zweimal von Blau, Gelb und Blau im Verhältnis 1:2:1 geteilt mit dem Gemeindewappen in der Mitte.“ |

## Kultur und Sehenswürdigkeiten

### Sehenswürdigkeiten
Die Gemeinde Emstek bietet eine Reihe von Sehenswürdigkeiten bzw. Freizeitzielen. Hierzu gehören unter anderem der Halener Badesee, der Urwald Baumweg, die links der Lethe gelegenen Teile des Naturschutzgebiets Ahlhorner Fischteiche, das Gogericht auf dem Desum und die Wassermühle Kokenmühle in Gartherfeld.

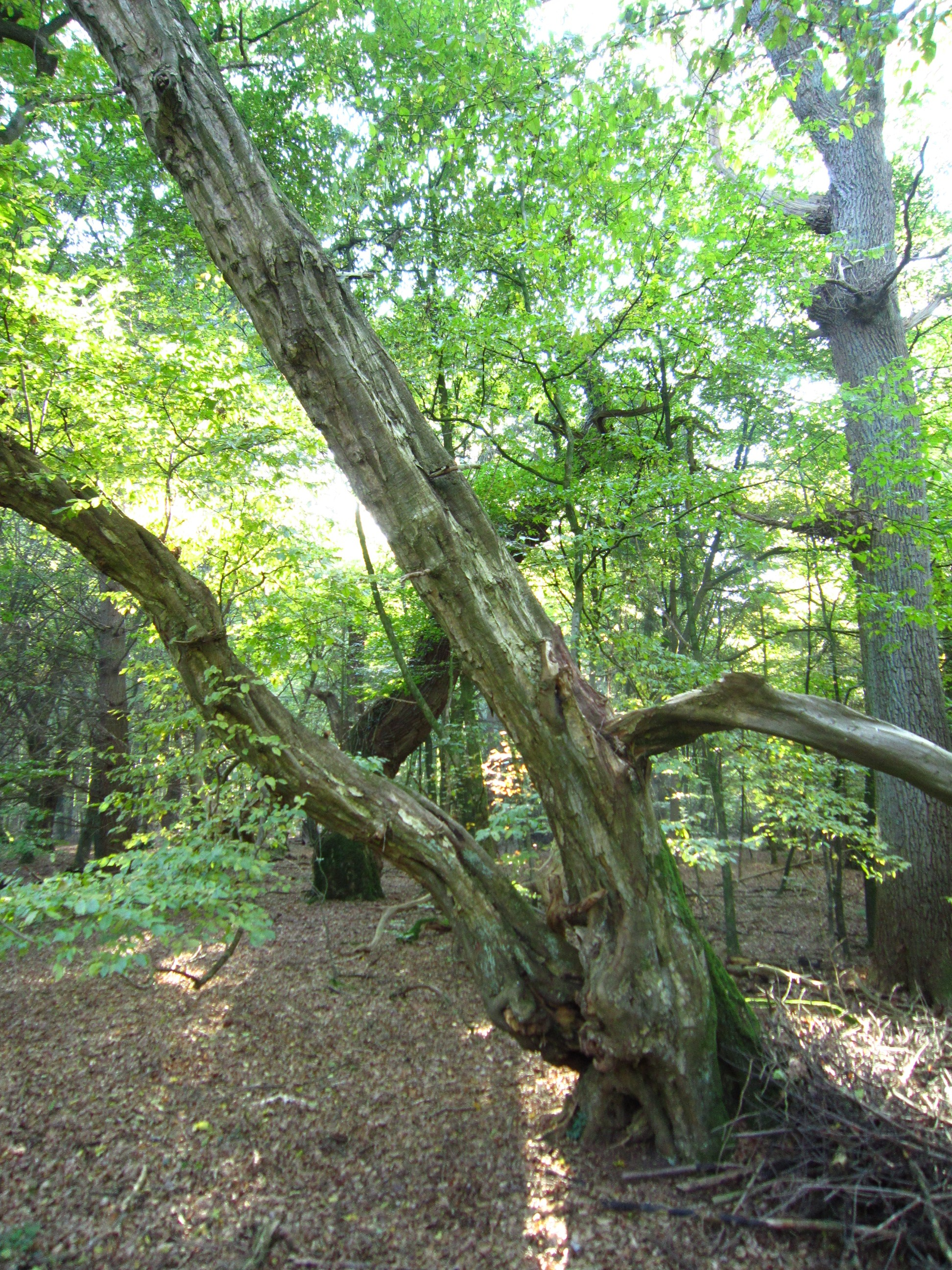
Urwald Baumweg
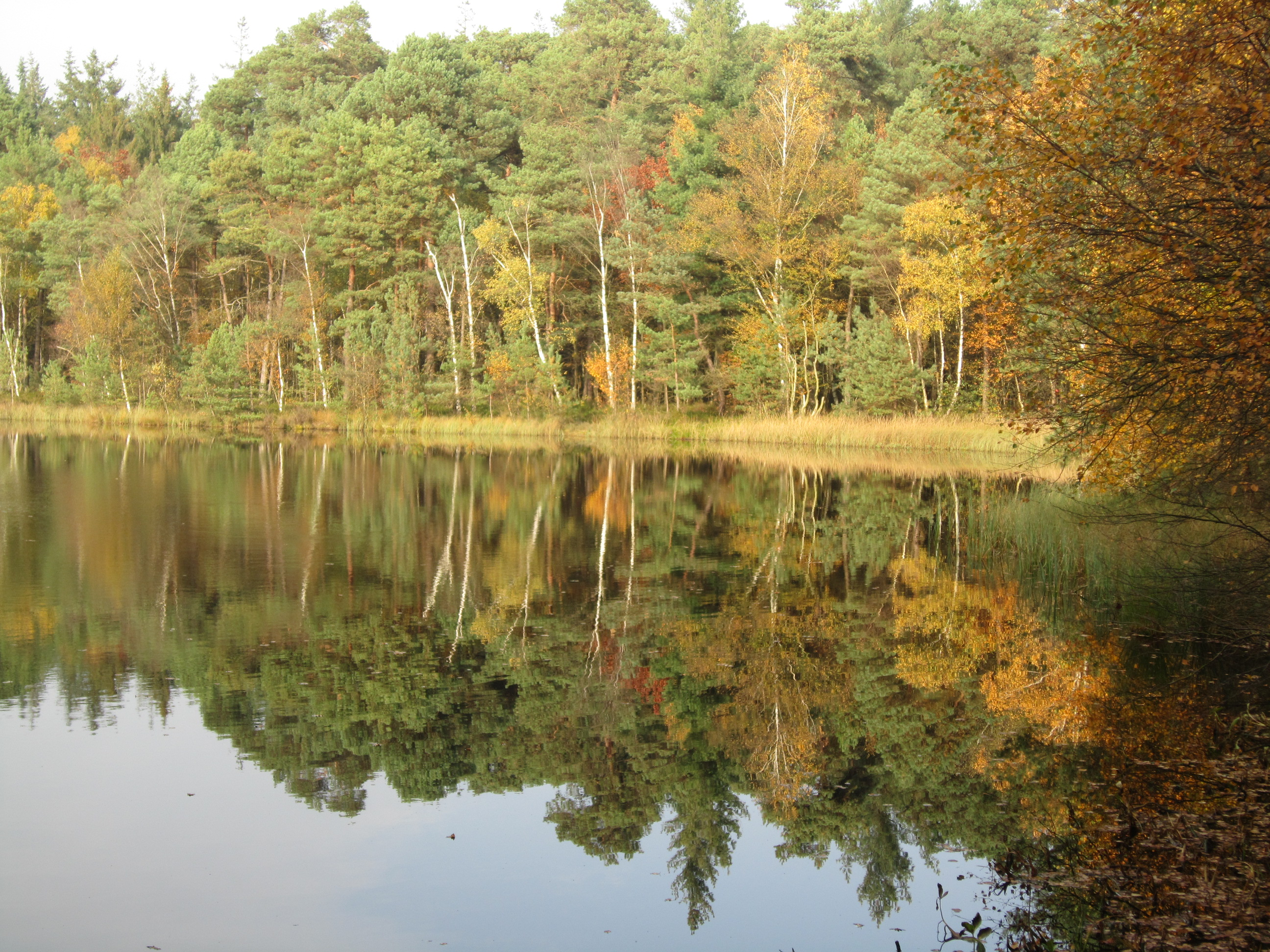
Dianasee im Staatsforst Baumweg
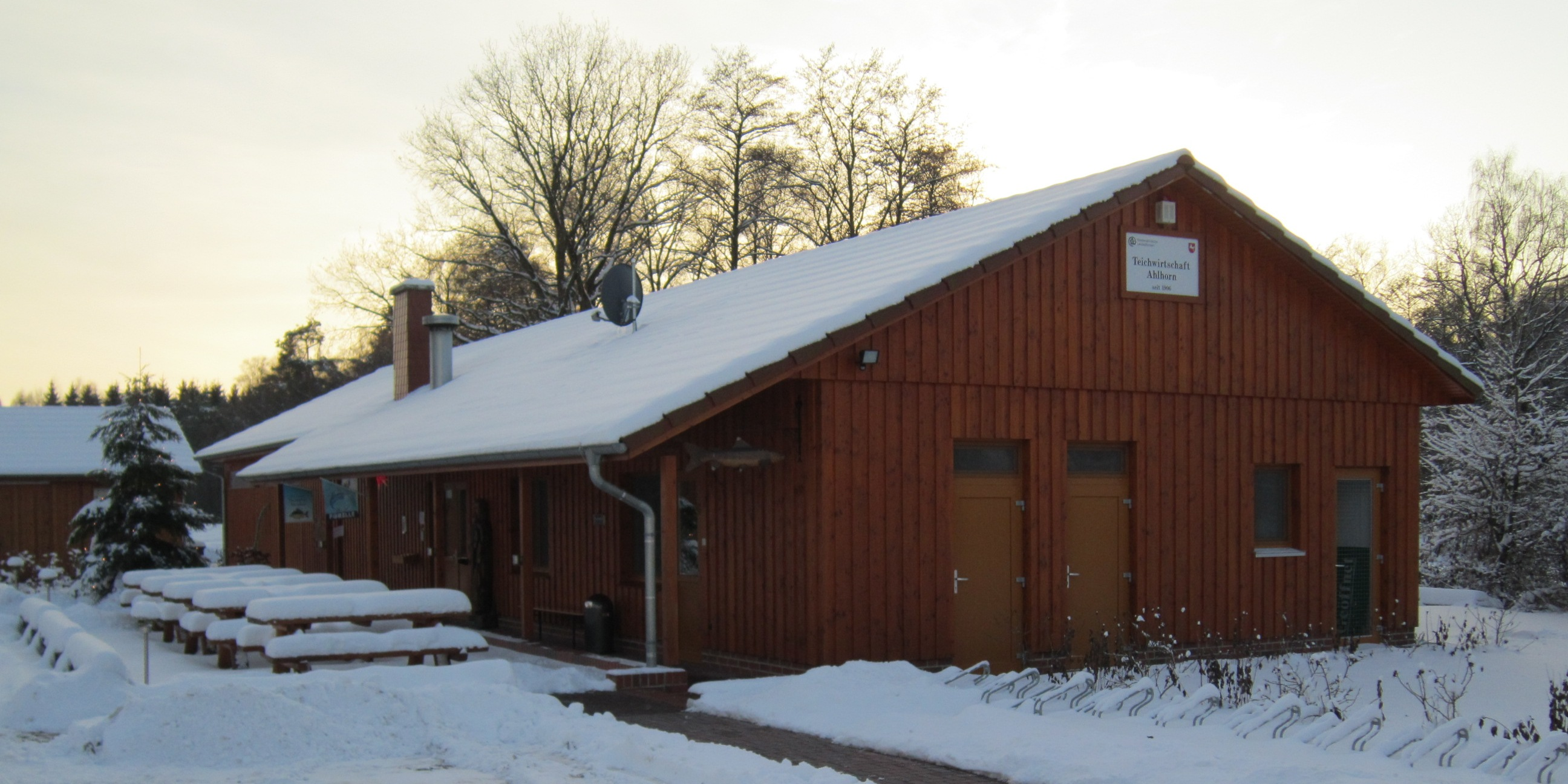
Hofladen der Staatlichen Teichwirtschaft Ahlhorn
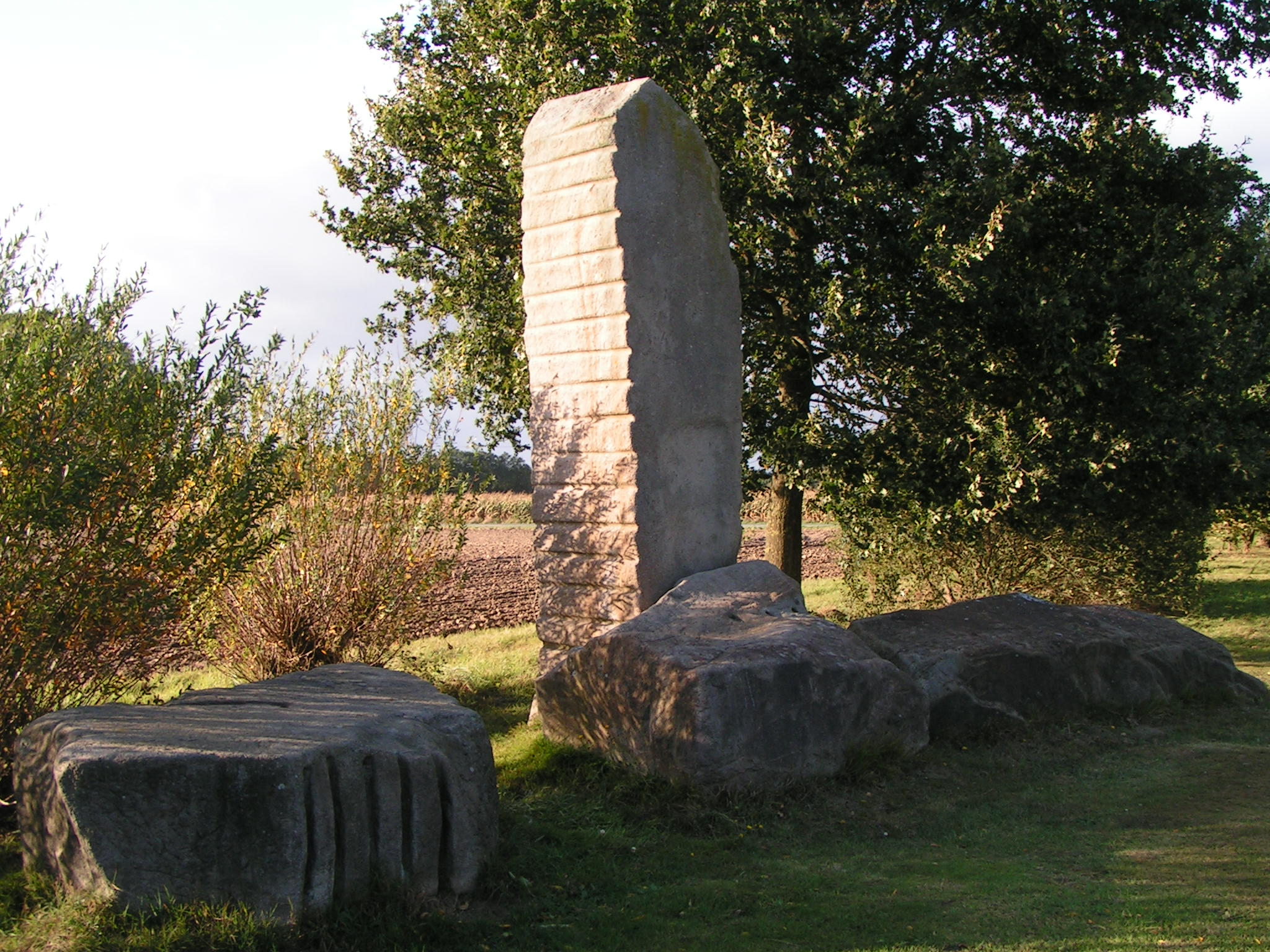
Gogerichtsstätte in Desum
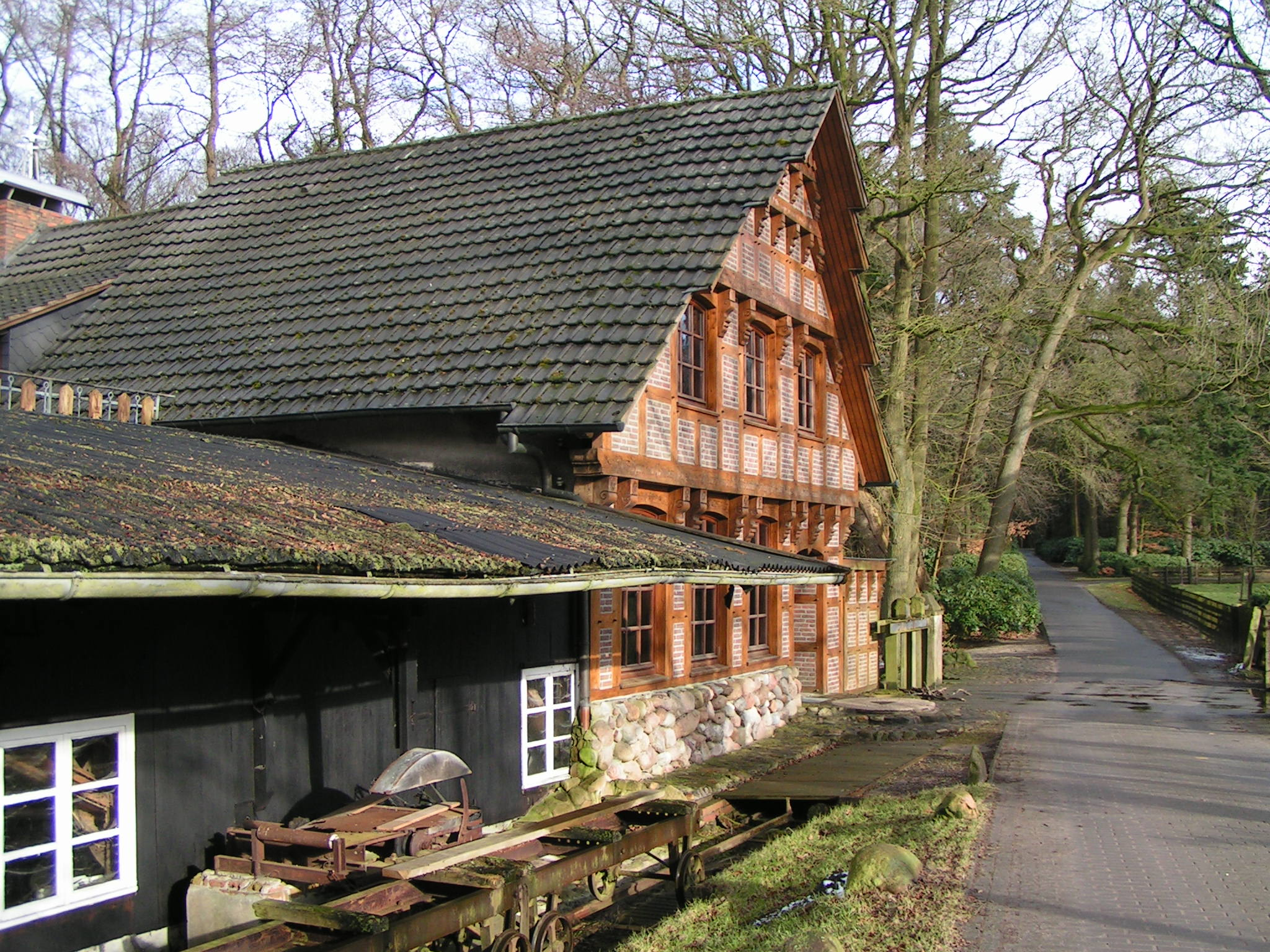
Die Kokenmühle an der Aue in Gartherfeld

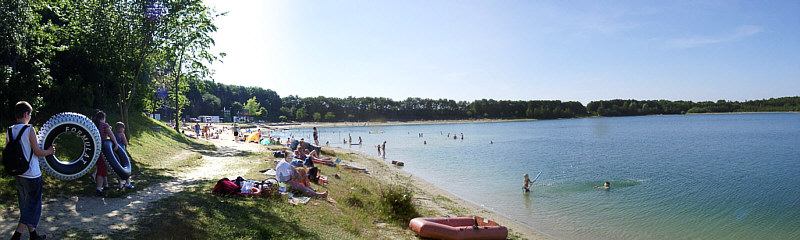
Badesee in Halen

### Sport
Während der Saison 2007/08 spielte die Damenmannschaft des SV Höltinghausen in der Fußball-Regionalliga.

### Vereine
- Blasorchester „Cäcilia“ Emstek[7]
- DLRG Ortsgruppe Emstek[8]
- Handels- und Gewerbeverein[9]
- Hegering[10]
- Heimatverein Emstek[11]
- Katholische Landjugendbewegung Emstek[12]
- Emsteker Tennisclub[13]
- SV-Emstek[14]

## Wirtschaft und Infrastruktur

### Wirtschaft

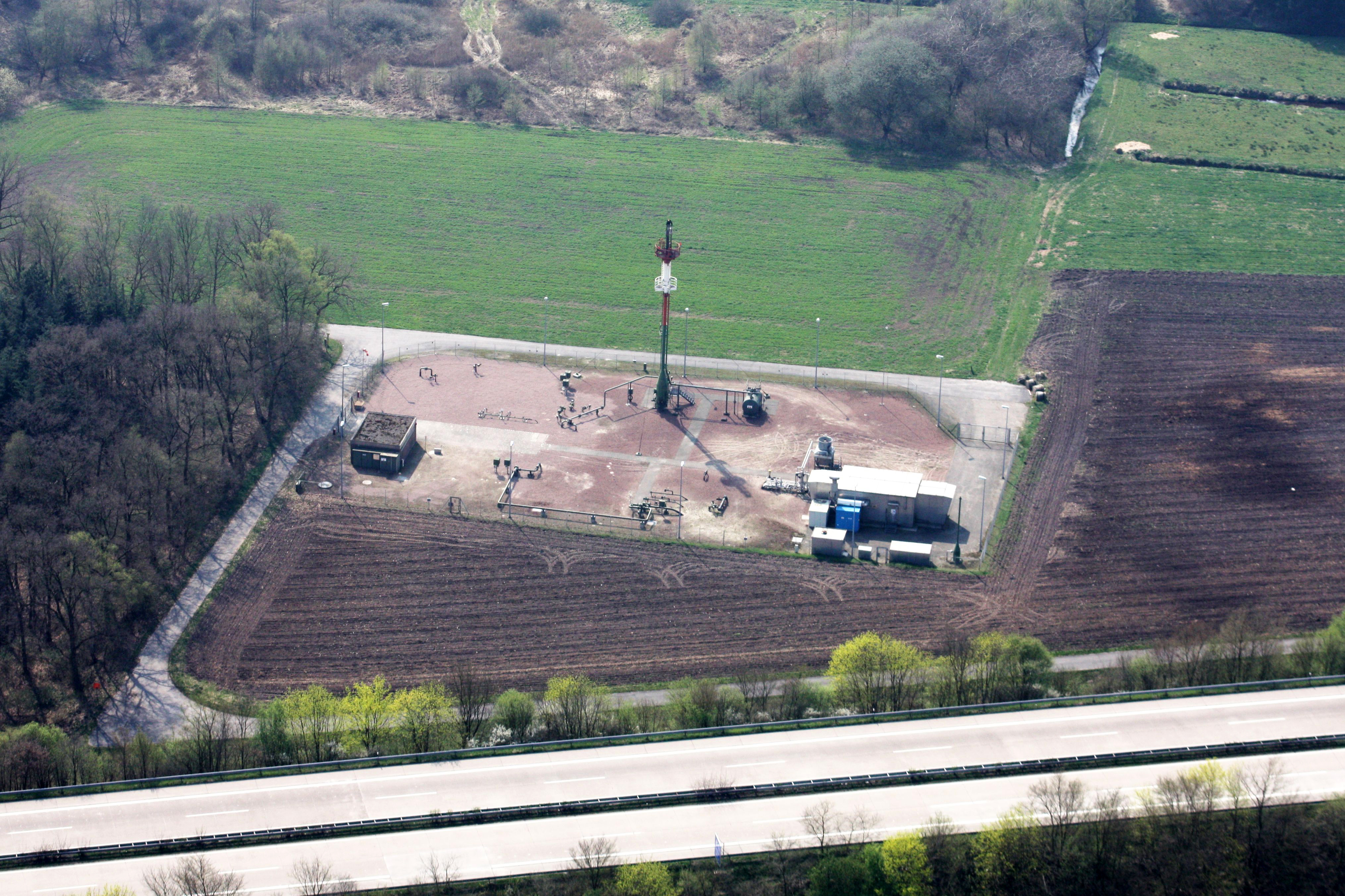
Erdgasstation an der A 29

Die Wirtschaftsstruktur der Gemeinde Emstek ist geprägt durch kleine und mittlere Unternehmen aus den Branchen Kunststoffverarbeitung, Metallbau, Sanitär- und Lüftungstechnik, Umwelttechnik, Bau- und Elektrogewerbe, Nahrungs- und Futtermittelproduktion, Gärtnereien, Kalksandsteinherstellung und Energiegewinnung.
Die Landwirtschaft spielt trotz des Strukturwandels in den vergangenen Jahren eine dominante Rolle in der Gemeinde (so wie im gesamten Oldenburger Münsterland). Die landwirtschaftlichen Betriebe bilden die Grundlage für die Weiterverarbeitung der regionalen Nahrungsmittelindustrie.
In der Gemeinde Emstek befindet sich das interkommunale Gewerbegebiet ecopark.

### Verkehr

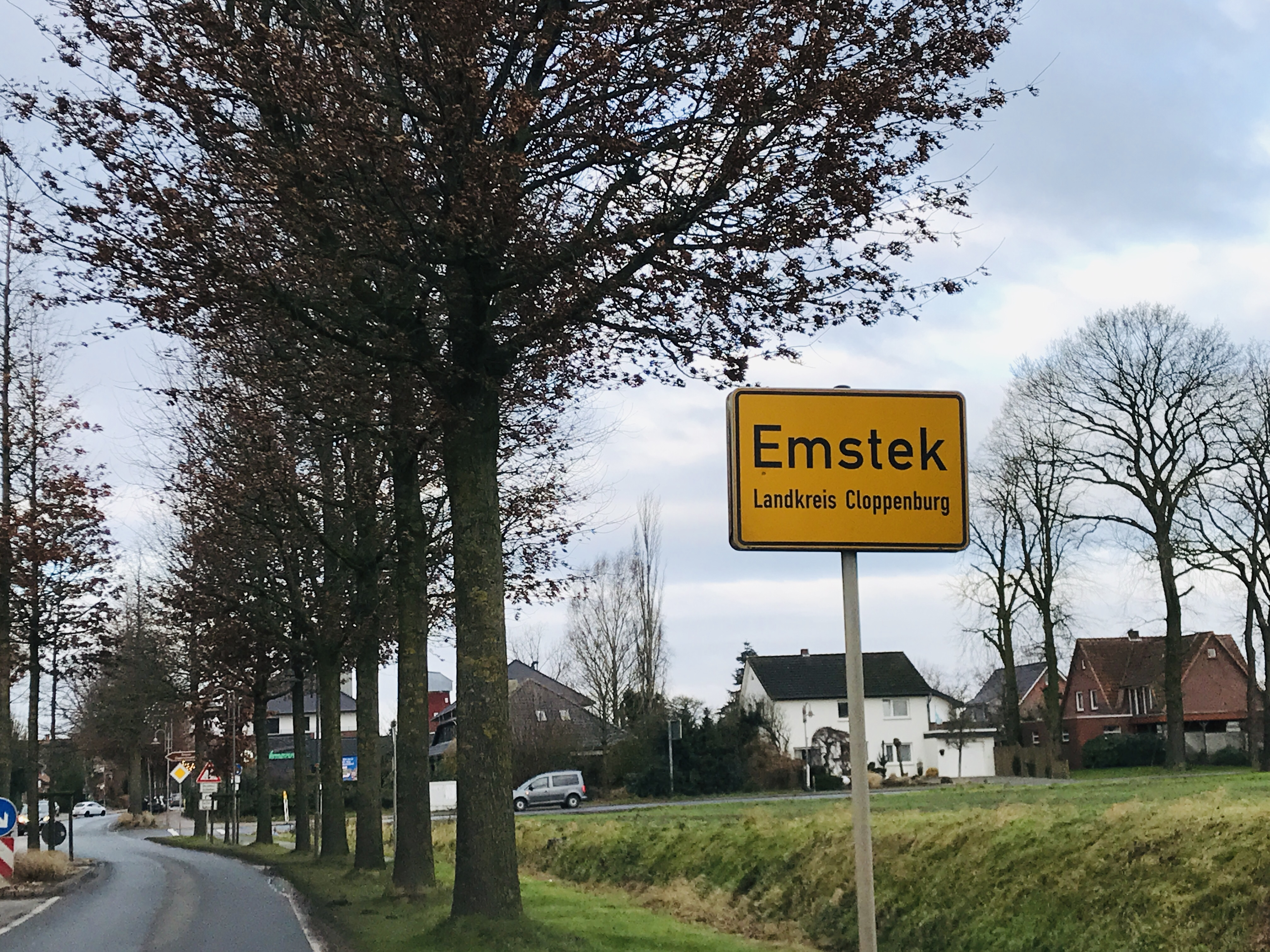
Ortseinfahrt Emstek

Emstek ist durch die Anschlussstelle „Cloppenburg“ (63) mit der Autobahn A 1 in die Fahrtrichtungen Bremen und Osnabrück sowie über die Autobahn A 29 mit Oldenburg und Wilhelmshaven verbunden. Daneben verfügt Emstek mit der Umgehungsstraße B 72 (Europastraße E 233) über einen weiteren Anschluss an das Bundesfernstraßennetz. Weitere Bundesstraßen in der Gemeinde sind die B 213 und die B 69. Im äußersten Osten des Gemeindegebietes, in der Flur Garther Heide, liegt der Verkehrsknotenpunkt Autobahndreieck Ahlhorner Heide. Ferner gab es bis 1965 einen Bahnhof an der heute abgebauten Strecke Vechta–Cloppenburg.

### Gesundheit
Das Krankenhaus Sankt Antonius-Stift (in katholischer Trägerschaft) wurde 2008 von der Initiative Deutschland – Land der Ideen als einer der „365 Orte im Land der Ideen“ ausgezeichnet. Das Fachkrankenhaus für Orthopädie und Rheumatologie ist seit dem Jahr 2013 geschlossen. In einigen Räumlichkeiten behandelte ein Facharzt der Orthopädie Patienten nach Vereinbarung.

### Medien
- Münsterländische Tageszeitung
- Oldenburgische Volkszeitung
- Nordwest-Zeitung
- Neue Zeitung zum Wochenende

## Persönlichkeiten
- Marcell von der Decken (1784–1809), Domherr in Lübeck
- Heinrich Wempe (1880–1969), Prälat und Politiker (Zentrum), Landtagsabgeordneter in Oldenburg
- Franz Vorwerk (1884–1963), Bischöflich Münsterscher Offizial
- Alfons Deeken (1932–2020), Jesuit und Professor für Philosophie
- Manfred Carstens (* 1943), Politiker (CDU), MdB und Parlamentarischer Staatssekretär
- Gisbert Richard (* 1949), Ophthalmologe
- Ludger Jonas (* 1957), Pfarrer und Domkapitular
- Franz-Josef Holzenkamp (* 1960), Politiker (CDU), MdB
- Eva Schute (* 1964), Fußballnationalspielerin
- Christoph Meyer (* 1966), Historiker und Professor
- Christoph Eilers (* 1969), Politiker (CDU), Landtagsabgeordneter in Niedersachsen